# Canton (falu, New York)
Canton település az Amerikai Egyesült Államok New York államában, St. Lawrence megyében, melynek megyeszékhelye is. Lakosainak száma 7155 fő (2020. április 1.).

## Népesség
A település népességének változása:

| 2010 | 6 314 |
| 2020 | 7 155 |